# Народная государственная партия власти Таиланда
«Народная государственная партия власти Таиланда» (ПП; тайск. พรรคพลังประชารัฐ, также известная как «Паланг Прачарат») — тайская про-военная консервативная политическая партия, созданная в 2018 году Чуаном Чучаном и полковником в отставке, одноклассником Праюта Чан-Очи Сучартом Джантарахотикулом.
Впервые участвовала в парламентских выборах в 2019 году, где кандидатом в премьер-министры королевства партией был выдвинут действующий премьер-министр и лидер военной хунты Прают Чан-Оча.

## Политика

Логотип партии с 2018 по 2025 год.

Партия приняла государственную политику схемы «Прачарат» (буквально «народное государство»), разработанной военным режимом 2014–2019 годов. Эта схема подразумевают партнёрство между государством и народом, а в государственную программу введены популистские обещания, специально разработанные для противодействия популистской политике партии «Пхыа Тхаи». Партия приняла типичную популистскую программу, включающую такие обещания как дешёвое жильё, облегчение долгового бремени рабочих и фермеров, повышение минимальной заработной платы и выплаты новорождённым и матерям. Такое размытие государственно-политической политики означало, что во время избирательной кампании партия пользовалась преимуществом, распределяя государственную карту социального обеспечения «Прачарат» среди более бедных сельских избирателей — традиционного электората «Пхыа Тхаи», используя государственное финансирование, которое подвергалось критике как форма подкупа голосов. После победы на выборах в 2019 году партия продолжила реализацию схемы социального обеспечения «Прачарат».

## Результаты на выборах

### Парламентские выборы
| Выборы | Получено всего мест | По партийным спискам | По партийным спискам | По партийным спискам | По округам | По округам | По округам | Изменения                                                                                                   | Лидер кампании   |
| Выборы | Получено всего мест | Голосов              | Доля                 | Мест                 | Голосов    | Доля       | Мест       | Изменения                                                                                                   | Лидер кампании   |
| ------ | ------------------- | -------------------- | -------------------- | -------------------- | ---------- | ---------- | ---------- | --- | ---------------- |
| 2019   | 116 из 500          | 8 433 137            | 23,73%               | 97                   |            |            | 19         | ▲116 мест; Старший партнёр правительственной коалиции                                                       | Прают Чан-Оча    |
| 2023   | 40 из 500           | 537 625              | 1,42%                | 1                    | 4 186 441  | 11,00%     | 39         | ▼81 место; Младший партнёр правительственной коалиции (ПТ-БЖТ-ПП-ОТН-ШП-ПШ-ПТР-ПНР-ТЛП-НСС-ПТО) (2023—2024) | Правит Вонгусван |
| 2023   | 40 из 500           | 537 625              | 1,42%                | 1                    | 4 186 441  | 11,00%     | 39         | Оппозиция (с 2024 года)                                                                                     | Правит Вонгусван |